# Same du Sud
Le same du Sud (åarjelsaemien gïele) est une langue same parlée par environ 600 personnes en Suède et en Norvège.

## Répartition géographique
Le same du Sud est la plus méridionale des langues sames, parlée en Suède et en Norvège. Une partie des locuteurs habite dans les kommuner de Snåsa (où le same du Sud est une langue officielle) et Hattfjelldal.

## Écriture
Le same du Sud s’écrit avec une variante de l’alphabet latin.
| A | B | D | E | F | G | H | I | Ï | J | K | L | M | N | O | P | R | S | T | U | V | Y | Æ | Ø | Å |
| a | b | d | e | f | g | h | i | ï | j | k | l | m | n | o | p | r | s | t | u | v | y | æ | ø | å |

Les lettres æ et ø sont utilisées du côté norvégien. En Suède, elles sont remplacées par ä et ö.